# Міґел Торґа
Міґе́л То́рґа (порт. Miguel Torga, справжнє ім'я Адолфо Коррейя да Роша порт. Adolfo Correia da Rocha; *12 серпня 1907, Сан-Мартіньо ді Анта, пров. Траз-уж-Монтіш — †17 січня 1995, Коїмбра) — португальський поет, прозаїк, драматург.

## Біографія
Народився у селянській родині.
Навчався у католицький семінарії. У 12-річному віці батько відправив його до Бразилії, де він працював на кавових плантаціях дядька. Той, оцінивши здібності племінника, платив за його навчання у Бразилії, а відтак у Португалії. Таким чином майбутній письменник закінчив медичний факультет Коїмбрського університету (1933).
Після навчання в університеті працював лікарем у португальській глибинці. Тоді ж розпочав активну літературну діяльність.
Нетривалий час співпрацював з літературним рухом презентистів.
У 1939 році був заарештований політичною поліцією і три місяці відбув в ув'язненні.
Починаючи від 1941 жив і творив у Коїмбрі, працюючи отоларингологом.

## Творчість
Міґел Торґа є дуже плідним автором, який працював у різноманітних літературних жанрах.
Окрім поезії, до найвизначніших творів М. Торґі належать його шеститомна автобіографія «Сотворення світу» (1937—1981) й шістнадцятитомний «Щоденник» (1941—1994).
Торґа був членом літературного руху "Презенса" протягом короткого періоду, перш ніж заснувати два культурні журнали в 1930-х роках. Після публікації книги "O Quarto Dia da Criação do Mundo" був заарештований на два місяці, з грудня 1939 року по лютий 1940 року. 
Його агностичні переконання відобразилися на його творчості, яка в основному стосується благородства людського стану в прекрасному, але безжальному світі, де Бог або відсутній, або є лише пасивним і мовчазним, байдужим творцем. Визнання його творчості принесло йому кілька важливих нагород, таких як Премія Монтеня в 1981 році та перша в історії Премія Камоенса в 1989 році.  Він був кілька разів номінований на Нобелівську премію з літератури, з 1959 по 1994 рік, і часто вважалося, що він стане першим португаломовним письменником, який отримає її (Жозе Сарамаго зрештою стане першим португальським літературним лауреатом Нобелівської премії в 1998 році). Бразильський письменник Жорже Амаду неодноразово заявляв, що Торга заслуговує на цю честь, а номінація 1978 року мала підтримку Вісенте Алейшандре, лауреата попередніх років.   

## Визнання
Міґел Торґа — лавреат багатьох літературних нагород:
- Міжнародна поетична премія (1977),
- премія Монтеня (1981),
- Премія Камоенса (1989),
- премія Асоціації португальських письменників за внесок до літератури (1992),
- премія португальської критики за внесок до літератури (1993).